# 沈友友
沈友友（葡萄牙語：Giorgio Sinedino），男，巴西漢學家、翻譯家。曾擔任巴西外交官，後移居到中國澳門，現於澳門大學任教。 

## 姓名
中文名沈友友，為其漢語啟蒙老師胡續冬所起。

## 生平
沈友友生於巴西，2002年—2014年擔任巴西外交官，任職於巴西駐華使館。在華期間，先後取得了北京大學同中國人民大學哲學碩士及博士學位，是歷史上第一批在華接受中國古典文化（哲學、文學等）全面規範培養的巴西人之一。  
2013年移居到中國澳門，現於澳門大學任教。 

## 學術成就

### 專著
《論語 - 葡語解義》（Os Analectos），聖保羅州立大學出版社（Editora de Unesp），2012。
《老子道德經河上公注 - 葡語通釋》（Dao De Jing），聖保羅州立大學出版社（Editora de Unesp），2016。
《南華真經（莊子）內篇 - 葡語解析》（O imortal do sul da China），聖保羅州立大學出版社（Editora de Unesp），2022。
《孔子和論語十五講》，澳門大學中葡雙語教育暨培訓中心，2022。

### 廣播、播客
“中國思想萃談”欄目由澳門大學（中葡雙語教育暨培訓中心）與中國國際廣播電台製作，向葡語系國家大學生介紹中國“古典”先秦時期的主要思想家和作品，每周固定時間在葡萄牙和巴西播出。
第一季：孔子與《論語》（共十五期）
第二季：老子與《道德經》（共十五期）
第三季：孟子與《孟子》（共十五期）
第四季：莊子与《莊子》（共十四期）
第五季：孫子与《孫子兵法》（進行中）

## 社會任職
國際儒學聯合會會員
世界漢學家理事會理事
中國翻譯協會專家會員